# Euselasia parca
Euselasia parca is een vlindersoort uit de familie van de prachtvlinders (Riodinidae), onderfamilie Euselasiinae.
Euselasia parca werd in 1919 beschreven door Stichel.